# 高譚 (第三季)
《高譚》第三季（英語：Gotham Season 3）是一部美國犯罪戲劇電視劇，由布魯諾·海勒開發，取材自DC漫畫經典超級英雄作品《蝙蝠俠》，第三季於2016年9月19日在福斯广播公司開播。劇集由DC娛樂、櫻草花山製片公司和華納兄弟電視公司聯合製作，並由布魯諾·海勒、約翰·史蒂芬斯和丹尼·卡農擔任執行製作。
第三季部分劇情靈感來源自著名蝙蝠俠漫畫《蝙蝠俠：致命玩笑》和《蝙蝠俠：黑暗騎士歸來》。之前的主演均迴歸劇中以外，而這一季額外增加瑪姬·吉哈和班奈狄克·塞繆爾作為主演，分別飾演成年的艾薇·佩珀和首次登場的傑維斯·泰奇。此季分為三個階段播出，總共11集的上半季於2016年9月到11月期間播出，而後面3集於2017年1月播出，剩下的8集下半季於2017年4月到6月期間播出，最後兩集於6月5日以兩小時季終集的方式播出。如同第二季，這季同樣分上下半季並均有副標題，上半季名叫「瘋狂都市」，下半季名叫「英雄崛起」

## 卡司

### 主要演員
- 班·麥肯錫 飾演 詹姆斯·高登
- 多納爾·羅格 飾演 哈維·布洛克
- 大衛·馬祖 飾演 布魯斯·韋恩／實驗品514A號
- 莫蓮娜·芭卡琳 飾演 萊絲莉·湯普金斯（英语：Leslie Thompkins）
- 西恩·帕威 飾演 阿福·潘尼沃斯
- 羅賓·羅德·泰勒 飾演 奧斯華·科波特／企鵝人
- 艾琳·理查茲（英语：Erin Richards） 飾演 芭芭拉·基恩
- 卡麥蓉·畢坎多瓦 飾演 瑟琳娜·凱爾
- 柯利·麥克·史密斯 飾演 愛德華·尼格瑪／謎語人
- 潔西卡·盧卡斯 飾演 塔比莎·蓋勒文（英语：Tigress (DC Comics)）
- 克里斯·查克（英语：Chris Chalk） 飾演 盧修斯·福克斯
- 德鲁·鮑威爾（英语：Drew Powell） 飾演 布奇·吉爾茲／賽洛斯·哥德
- 麥克·切克里斯 飾演 奈森尼爾·巴恩斯／劊子手
- 瑪姬·吉哈（英语：Maggie Geha）[註 1] 飾演 艾薇·派普
- 班奈狄克·塞繆爾（英语：Benedict Samuel） 飾演 傑維斯·泰奇

### 常設演員
- 鄭智麟 飾演 瓦萊麗·維爾
- 潔達·蘋姬·史密斯 飾演 費雪·穆妮
- 詹姆斯·卡彭埃洛（英语：James Carpinello） 飾演 馬利歐·卡維（英语：Mario Falcone）
- 約翰·多曼（英语：John Doman） 飾演 卡麥·法爾康尼
- 萊絲莉·亨德瑞斯（英语：Leslie Hendrix） 飾演 凱薩琳·門羅
- 理查德·凱德 飾演 安布利·詹姆斯（英语：List of mayors of Gotham City#Mayors in the comic books）市長
- 黃榮亮 飾演 雨果·史特蘭奇
- 娜因·岡澤勒斯·諾威德（英语：Naian Gonzalez Norvind） 飾演 愛麗絲·泰奇
- 亞當·派契和哈皮·安德森（英语：Happy Anderson） 飾演 唐菲和迪佛·崔德／孿生雙煞（英语：Tweedledum and Tweedledee (comics)）
- J·W·科特斯（英语：J.W. Cortes） 飾演 卡洛斯·阿瓦雷茲
- 安東尼·卡瑞根（英语：Anthony Carrigan (actor)） 飾演 維克多·薩斯
- 雀西·史派克 飾演 伊莎貝拉
- 卡梅隆·莫納漢 飾演 傑洛姆·瓦勒斯卡
- 伊凡娜·米利塞維奇（英语：Ivana Miličević） 飾演 瑪莉亞·凱爾
- 詹姆士·雷瑪 飾演 法蘭克·高登
- 雷蒙德·约翰·巴里 飾演 沙曼（英语：Sensei (DC Comics)）
- 奈森·達羅（英语：Nathan Darrow） 飾演 維克多·佛萊斯／急凍人
- 卡蜜拉·佩瑞茲（英语：Camila Perez） 飾演 布莉姬特·派克／螢火蟲

### 客串演員
- 譚妮亞·平金斯（英语：Tonya Pinkins） 飾演 艾瑟爾·皮博迪
- 麥可·帕克（英语：Michael Park (actor)） 飾演 彼得·高登
- 亞歷克斯·科羅拉多 飾演 蓋博瑞
- 詹姆斯·安德魯·奧康納 飾演 湯米·伯恩斯
- 黛博拉·安格 飾演 歐嘉
- 科斯塔·羅寧 飾演 盧卡·沃克
- 大衛·達斯馬齊連 飾演 德懷特·波拉德
- 保羅·魯賓斯 飾演 伊萊亞·范·達爾
- 布萊恩·麥曼納莫 飾演 巴索·卡羅
- 保羅·皮爾茨（英语：Paul Pilcz） 飾演 桑尼·吉爾茲
- 亞歴山大·希迪格 飾演 忍者大師

## 集數
| 瘋狂都市（Mad City） |    |                                                       |                   |                              |                |           |      |
| 45 | 1  | 寧在地獄稱王… Better to Reign in Hell...              | 丹尼·卡農         | 約翰·史蒂芬斯                | 2016年9月19日  | T13.19901 | 3.90 |
| 高登遠到南部剛想跟萊絲莉團聚，卻從窗戶外望見她已經另結新歡，心碎腸斷的他只好回去高譚，在接下來的半年期間改當獨來獨往的賞金獵人，專門抓捕從印第安山實驗室逃脫的「實驗逃犯」作為消遣。奧斯華當時以一百萬懸賞捉拿費雪·穆妮，其身為實驗逃犯的首領。受懸賞吸引的高登透過布洛克找到擔任污點證人的皮博迪，本想拿她當誘餌，但卻正中穆妮下懷而使皮博迪所在處暴露而被抓走。高登抓到一名“長著蝙蝠翅膀的逃犯”，但因妨礙警方公務而受巴恩斯斥責，而他身後也跟著一位搶頭條的《高譚公報》女記者瓦萊麗·維爾。穆妮等逃犯為了尋求能制止她們身體細胞壞死的良藥，從皮博迪口中套問出雨果是唯一能制出解藥的人後，穆妮命令一位能讓所觸碰的對象迅速老化的逃犯馬文殺死皮博迪。艾薇得知瑟琳娜為穆妮幹活，潛入她們據點時被抓到，穆妮於是命令馬文對艾薇滅口，艾薇轉身逃跑時跟馬文進行過一瞬間接觸，最後不小心掉入下水道中消失。布魯斯和阿福收假回來後決定放長線釣大魚，來到韋恩企業董事會上公佈自己掌握關於「幕後組織」的證據，想借此引出組織的幹部。然而，組織得知這件事後派出一位戴假面的刺客，來到宅邸打昏阿福後將布魯斯綁走。在城市的街角中，同樣在半年前從實驗室逃脫的「克隆布魯斯」也開始行動。                                                                              |    |                                                       |                   |                              |                |           |      |
| 46 | 2  | 燒死女巫 Burn the Witch                               | 丹尼·卡農         | 肯·伍德魯夫                  | 2016年9月26日  | T13.19902 | 3.54 |
| 布魯斯被帶到一名女子凱薩琳面前，得知對方勢力龐大後答應自己永不會再深入調查，最後直接被弄昏送回家。為了保障自己親朋好友的安全，布魯斯正式決定拋棄過去向前看；但這時，克隆人親自來到宅邸向布魯斯求助。穆妮挾持布洛克來到關押雨果的秘密別墅，命令雨果立刻製作出治療藥方，而高登、巴恩斯帶著眾警察來到別墅前對峙時，奧斯華領導的暴民卻也過來抗議示威。高登暗中進去和穆妮談判，換回布洛克後通知奧斯華帶領暴民沖進來。在暴動下，巴恩斯被迫將所有警察調至前方，也讓穆妮從後方逃跑。奧斯華追上她後，開始質問她之前沒有殺他的原因，穆妮解釋她之前只是對奧斯華現今的地位感到非常自豪才沒有下手，奧斯華不知不覺中被她說動之下，反而任由她帶著雨果逃離現場。兩個留下來防守的實驗逃犯遭到殲滅後，暴民燒掉逃犯的屍體，並將領導他們除暴安良的奧斯華舉起來歡呼。另一方面，倖存的艾薇被沖到海岸上，發現她已經成長為一個成年女性，當她被一名海邊工人收留至家中時，因為看不慣他糟蹋植物而拿花盆砸破他的頭，將住處洗劫一空後換上一件綠色裙子離開。晚間，瓦萊麗來拜訪高登，稱自己識破他在對峙時使用的計謀，高登似乎看上她誓不罷休的個性，情不自禁地和她深情接吻。而後，萊絲莉突然坐火車回到高譚。                                                                          |    |                                                       |                   |                              |                |           |      |
| 47 | 3  | 凝視我的雙眼 Look Into My Eyes                        | 羅布·貝利         | 丹尼·卡農                    | 2016年10月3日  | T13.19903 | 3.19 |
| 一位新來城市的催眠師傑維斯·泰奇，花錢委託高登去尋找他失散多年的妹妹愛麗絲，講述愛麗絲身體血液中含有一種罕見病毒而遭到過雨果囚禁；高登看在他的豐厚酬勞下接受請求。布魯斯和克隆人接觸過後瞭解他以實驗代號為名，毫無記憶和感覺、卻精通防衛。布魯斯和阿福開始討論如何處置他時，瑟琳娜因為痛失艾薇而跑來訴苦，布魯斯因為手忙腳亂而將瑟琳娜隨便打發走。然而，克隆人偷偷目睹一切後突然決定冒充布魯斯的身份，於是剪掉一頭長髮後跑回去找瑟琳娜“道歉”。這時，安布利·詹姆斯決定重新霸佔市長職位時，奧斯華突然站出來聲言會加入這次市長競選，並獲得大批民眾的支持。為此，奧斯華立刻將自己父親遺留的豪宅作為競選總部，並釋放尼格瑪作為幫手。高登好不容易找到愛麗絲本人後，發現她剛好因為毒素血液而引發一場騷亂，但卻從她口中得知泰奇其實沒安好心。高登回去找在「海妖俱樂部」表演的泰奇對峙時，泰奇認為高登知情太多，試圖通過催眠來讓高登跳樓。愛麗絲及時趕到才救下高登，泰奇逃跑後，而高登卻反將愛麗絲作為嫌犯而帶回警局。萊絲莉回到城市後，首先重新擔任警局的法醫工作，並和她同身為醫生的未婚夫馬利歐·卡維安居下來，其也身為曾經統治過高譚的卡麥·法爾康尼之親生兒子。                                                                                              |    |                                                       |                   |                              |                |           |      |
| 48 | 4  | 告別昨日 New Day Rising                               | 伊苟·伊苟森       | 羅伯特·胡爾                  | 2016年10月10日 | T13.19904 | 3.42 |
| 高登發現自己聽到類似鐘錶的滴答聲響時會失去自我，於是回到警局找愛麗絲問清楚，但這時泰奇召集以摔跤聞名的崔德五兄弟襲擊警察局，通過懷錶指令將高登再度陷入催眠狀態。愛麗絲當場被抓走，巴恩斯制止即將舉槍自殺的高登，命令萊絲莉看護他。而萊絲莉勉強讓高登外出完成使命，高登領略到泰奇是靠自己心裡對萊絲莉的愧疚而操縱住自己。泰奇對愛麗絲採集部分血液後，高登成功突破心防而開始反擊，但愛麗絲在掙扎下不慎從高處墜落，慘遭鋼筋刺穿身體而亡；泰奇在悲痛下落荒而逃。走出陰影的高登回去找萊絲莉表示謝意與歉意，並得到她的釋懷。與此同時，奧斯華本想通過買票形式來獲得市長寶座，但尼格瑪希望他能光明正大地競選，於是將送走的錢統統索要回來。儘管如此，奧斯華最後仍然在市民的支持下獲得勝利。這時，克隆人在瑟琳娜企圖搶劫卻遭人擒獲時，以高超武藝將她解救出去，但瑟琳娜從他身上的疤痕發現他不是布魯斯。克隆人坦白自己只是想體驗一下他的生活，並在瑟琳娜安慰自己時吻了她。當布魯斯找到他時，克隆人表示自己不屬於高譚後就跳下樓遠去，但他後來獨自在街上遊蕩時卻被凱薩琳找到並帶走。巴恩斯站在愛麗絲死亡現場勘驗時，不慎接觸到留在鋼筋上的一滴毒素血液而受到感染。                                                                                                  |    |                                                       |                   |                              |                |           |      |
| 49 | 5  | 心甘情願 Anything for You                             | 提傑·史考特       | 丹妮絲·提                    | 2016年10月17日 | T13.19905 | 3.32 |
| 布魯斯計畫幫瑟琳娜找到艾薇而去雇用高登，兩人去警局找線索卻一無所獲，而高登由於還對萊絲莉戀戀不捨，於是給布魯斯一點愛情建議。奧斯華當選市長後雖然受人愛戴，但一群「紅頭罩幫」之模仿犯突然現身，公開破壞奧斯華打算樹立的母親雕像。勃然大怒的奧斯華四處派人捉拿他們，升為幕僚長的尼格瑪也大搖大擺地走進警局去協助調查，這引起部分人的強烈不滿。然而，芭芭拉和塔比莎發現紅頭罩幫其實是布奇所雇用，而布奇只能對她們倆解釋，自己是為了重獲奧斯華的器重才自導自演這場鬧劇。不久，奧斯華找到紅頭罩幫的藏身處，布奇只好將計就計殺光幫派份子滅口，順勢讓自己領下所有功勞。夜晚，奧斯華在海妖俱樂部舉辦選舉慶祝派對，也公開表彰布奇的舉動，但尼格瑪卻從現場留下的西服才發現布奇是主謀，於是設陷阱讓他暴露自己。布奇打算掐死尼格瑪時，被奧斯華拿酒瓶砸昏，被警察收押後還是被塔比莎解救出去。在派對上，瑟琳娜偷錢時撞見年長的艾薇，卻沒法認出她是誰。布魯斯來到派對上遇到瑟琳娜後，打算採取高登的忠言而對她在樓頂表露真情，而瑟琳娜也終於動心下吻了他。另一邊，巴恩斯開始擔憂血液感染時，突然發現自己的舊傷已經不治而愈，也感覺到身體裡湧現一股全新的活力。 |    |                                                       |                   |                              |                |           |      |
| 50 | 6  | 跟著小白兔 Follow the White Rabbit                    | 奈森·霍普         | 史蒂芬·利連 ＆ 布萊恩·溫布蘭 | 2016年10月24日 | T13.19906 | 3.48 |
| 泰奇因為痛失妹妹而遷怒於高登，準備幾個生死陷阱以及催眠幾個市民來實施報復。高登跟隨一名遭到泰奇操縱的白西裝男子時，選擇跑去救一個即將被車撞的男孩，卻同時目睹一對遭催眠的新婚夫妻跳樓自殺。高登照指示來到一間大樓時，發現一張黑板上寫滿關於自己的報導與背景資料，並從望遠鏡望見樓底下的泰奇綁走瓦萊麗。高登再度照指示來到一間工廠，發現頂上綁著兩名纏繞高壓電的市民，泰奇提示殺死一個就能救另一个，而高登因無從下手而只能看著他們慘遭電死。這時，泰奇綁走萊絲莉，將她和瓦萊麗共同囚禁在馬利歐的住處，而她們兩人試圖解開腳銬時互相認識雙方。高登得知萊絲莉也遭綁架後，只能暗中和馬利歐合作救出她們。高登來到住宅後發現泰奇舉辦茶會，於是和他們一同坐在餐桌上，本打算靠馬利歐暗中反擊、包括激將法卻都沒奏效。泰奇讓高登選擇讓一個情人活命後，高登最終選擇讓瓦萊麗活命，但泰奇卻出爾反爾，槍傷瓦萊麗後揚長而去。所有人立即報警將瓦萊麗送醫，讓馬利歐執行手術，而高登發現這次是自己錯估形勢。另一邊，奧斯華開始考慮對尼格瑪敞開心胸時，卻因為害羞而遲遲不肯對他告白。尼格瑪出去買酒時，意外遇見一位長相和自己前女友克莉絲汀極為相似的女子伊莎貝拉。 |    |                                                       |                   |                              |                |           |      |
| 51 | 7  | 紅心皇后 Red Queen                                    | 史考特·懷特       | 梅根·摩絲汀-布朗             | 2016年10月31日 | T13.19907 | 3.16 |
| 瓦萊麗經過手術雖然平安脫險，但她察覺到高登為了救萊絲莉才在茶會上“說反話”，於是就此和高登分手。泰奇將愛麗絲的遺體偷出來，抽出她剩餘的血作為武器。一心想討回公道的高登被警察同仁拒之門外後，泰奇趁高登在醫院探望時，讓他吸入一種叫作「紅心皇后」的致幻藥粉。高登吸入藥粉後開始陷入幻覺，在芭芭拉帶領下走進自身心中的創傷：戰爭陰影、捍衛正義、以及愛情打擊，最後還遇見自己因車禍而早逝的父親彼得。高登聽從父親的一系列忠言後重新審視自己，而這時馬利歐用抗精神病藥物把高登搶救回來。另一邊，泰奇挾持奧斯華的晚宴，企圖讓在座的政商名流喝下混入病毒血液的紅酒。但巴恩斯這時帶隊過來制止他，而泰奇則以重罪關進阿卡漢。同時，尼格瑪開始和伊莎貝拉約會時，伊莎貝拉表示自己其實早就瞭解過關於尼格瑪過去的事跡，但還是選擇和他保持戀愛關係。於是，尼格瑪和伊莎貝拉雙雙決定拋棄過去後深情接吻，但奧斯華也開始嫉妒他們倆的關係。高登決定答應對父親的承諾而跑回警察局複職，和巴恩斯握手相和，但巴恩斯逐漸感覺自身情緒已經開始不受控制，而事先立下遺囑。凱薩琳回去後對另一名議會高層幹部報告奧斯華的行經；而該名幹部的手上佩戴一個高登家族代代相傳的戒指。 |    |                                                       |                   |                              |                |           |      |
| 52 | 8  | 血怒之灾 Blood Rush                                   | 羅布·貝利         | 陳子翱                       | 2016年11月7日  | T13.19908 | 3.52 |
| 巴恩斯無意間遇上一名準備清理屍體的男子，在出現幻聽和情緒失控之下親手將他大卸八塊。而剛複職的高登與布洛克負責偵辦此案，兩人瞭解到男子只是一名替黑幫清理屍體的清潔工，並發現他死前要處理的屍體遭割下臉。巴恩斯開始不由自主地去尋找清潔工背後的雇主，最後真正丟屍體的幕後黑手名叫麥斯威爾·賽門；一個專門為黑幫人士整容換臉的整形醫生。巴恩斯獨自沖進賽門的病院，在他打算割下一個女子的臉頰時抓到他現行，但巴恩斯這次想辦法控制情緒而將賽門帶回警局。另一方面，尼格瑪對於自己誤殺克莉絲汀的內疚，而不想給伊莎貝拉添麻煩時，伊莎貝拉卻將自己更換成克莉絲汀的形象來撫平尼格瑪的心。但奧斯華無法容忍他們的戀情，於是派左右手蓋博瑞切斷伊莎貝拉的汽車刹車器，使她在駕駛途中被迎面而來的火車撞死。在馬利歐和萊絲莉的訂婚派對上，動用關係而無罪釋放的賽門也出席派對，導致原本計畫自首的巴恩斯徹底被病毒感染黑化心靈，開始將他自己視為劊子手而於廁所中將賽門亂砸一氣、砸穿牆扔下樓。高登以全新證據而來到派對搜捕賽門時，萊絲莉認為這會破壞派對氣氛而不讓他進，而馬利歐和高登獨處時甚至因嫉妒和洩憤而打了高登一拳。隨後，高登在樓下找到摔成重傷的賽門，賽門也在臨死之際對高登喊出這是巴恩斯所為。                                                                 |    |                                                       |                   |                              |                |           |      |
| 53 | 9  | 劊子手 The Executioner                                | 約翰·貝林         | 肯·伍德魯夫                  | 2016年11月14日 | T13.19909 | 3.63 |
| 高登開始對巴恩斯產生高度質疑時，巴恩斯的精神卻變本加厲地惡化，開始放肆屠殺所有他盯上的罪犯。隔天，巴恩斯親自將高登帶出去，聲稱要去拘捕一名和賽門有過聯繫的嫌犯，在前往途中開始和高登探討維護正義的觀念；甚至還搬出高登當初以私刑處決蓋勒文的事情。兩人到達該嫌犯的藏身處後，巴恩斯二話不說槍殺他，並給高登一個選擇加入他的機會。高登想起巴恩斯辦公桌上關於愛麗絲·泰奇的文件，才發現他實被血液病毒感染，於是只能邊跑邊打電話給布洛克求救。然而，全警察局被巴恩斯欺騙而準備去拘捕高登，布洛克只能和萊絲莉合作，事先偽造巴恩斯血液報告才戳破巴恩斯的謊言。當高登得到槍與巴恩斯對峙時，高登成功一槍打中巴恩斯的肩膀才將他制伏，而眾警察趕到後逮捕巴恩斯，但所有人決定先將他關進阿卡漢來等待病毒解藥研發。另一方面，尼格瑪得知伊莎貝拉的死訊後感到十分悲痛，但後來藉由目擊證人與她的汽車刹車遭剪斷後才發現她是被人害死，也開始懷疑這是和他結下仇的布奇所為。艾薇從一個古董商手中偷走一條綠色鑽石項鏈，逃走時不慎被發現而遭不明人士追殺，在無處可去下只能對瑟琳娜和布魯斯坦白自己的身份。布魯斯打算將項鏈物歸原主時，卻發現該古董商也遭到殺害，但也無意間發現鑽石裡藏著一把鑰匙。                                                                           |    |                                                       |                   |                              |                |           |      |
| 54 | 10 | 定時炸彈 Time Bomb                                    | 哈妮兒·考佩珀     | 羅伯特·胡爾                  | 2016年11月21日 | T13.19910 | 3.44 |
| 法爾康尼父子用完晚餐後突然遭遇汽車炸彈襲擊，迫使法爾康尼委託高登深入調查，當高登得知真正行刺目標是馬利歐時，在他兩度受到神秘殺手攻擊時救下他。一名殺手被抓時，馬利歐卻失控徒手掐死另一名殺手。到警局辨識的法爾康尼趁沒人時與殺手對峙，拔下他一顆刻有貓頭鷹符號的金牙後得知幕後主謀。同時，艾薇再度遭到俄羅斯殺手們擒獲，而布魯斯通過鑰匙上的貓頭鷹符號，誤以為這又是議會所為，帶鑰匙去談判時卻發現這些俄羅斯人並不是議會成員。團夥領袖盧卡·沃克表示議會全名叫作「貓頭鷹法庭」，他打算取得鑰匙是為了打開法庭的一個重要保險庫。兩方人決定結盟而各自回去準備時，法庭的假面刺客「鷹爪」現身殺光沃克一夥。尼格瑪擄走布奇和塔比莎，試圖讓布奇招供害死伊莎貝拉的實情，搬出自制的“斷手台”截斷塔比莎的右手。然而，尼格瑪發現布奇的供詞和事實不符，最後發現他找錯人而轉身逃跑，芭芭拉趕到後與布奇一同將塔比莎送醫，並從細節瞭解到這是喜歡尼格瑪的奧斯華一手造成。法爾康尼面會法庭高層凱薩琳，沒得到想要的答案後威脅她不准對自己兒子出手。而萊絲莉在婚前最後親吻高登以示道別，但從遠處目擊到這景象的馬利歐，因嫉妒心理而突然冒出愛麗絲血液病毒感染的症狀，徒手殺死兩名街頭混混後決定做出干預。                                                                   |    |                                                       |                   |                              |                |           |      |
| 55 | 11 | 小心綠眼怪物 Beware the Green-Eyed Monster            | 丹尼·卡農         | 約翰·史蒂芬斯                | 2016年11月28日 | T13.19911 | 3.37 |
| 馬利歐為了摧毀萊絲莉對高登的情感，於是主導一系列血案讓高登追查，好讓萊絲莉認為高登企圖破壞婚姻。正中他下懷的高登瞭解到馬利歐是在醫院裏被泰奇暗中注射進病毒血液而受感染，於是跑到婚禮教堂去警告萊絲莉，在她不肯相信後便坦白了自己半年前打算登門道歉、卻沒臉見她的經歷，反而更讓萊絲莉無法接受事實，親自將高登趕出去。芭芭拉對尼格瑪透漏奧斯華為愛情而殺害伊莎貝拉，而尼格瑪通過演戲和套話確認事實後，只好回去找芭芭拉、塔比莎和布奇登門致歉，並發誓會和她們合作整垮奧斯華。另一方面，布魯斯得知沃克等人全部遭殺害後決定孤軍奮戰，與阿福和瑟琳娜入侵保險庫的建築裏。為了避開保險庫周圍的紅外線警報，瑟琳娜只好通過踩繩子來通過，用鑰匙打開保險庫後取走裏面的一個貓頭鷹雕塑。然而，鷹爪卻在這時趕到，阿福只能和他對決，但一個神秘女子突然進來出手相救，才讓阿福成功殺死鷹爪。所有人開始逃跑時，瑟琳娜突然發現該女子是自己失散多年的母親。馬利歐和萊絲莉完婚後，在法爾康尼的海濱別墅度蜜月，但馬利歐感覺到萊絲莉還是心儀高登，在病毒驅使之下準備背著她拿刀殺她。高登及時趕到後被迫兩槍射殺馬利歐，而他拿在手中的兇刀卻掉進河裡消失，更讓萊絲莉一臉驚恐…                                                                                                   |    |                                                       |                   |                              |                |           |      |
| 56 | 12 | 陰魂不散 Ghosts                                       | 伊苟·伊苟森       | 丹尼·卡農                    | 2017年1月16日  | T13.19912 | 3.69 |
| 法爾康尼悲痛將兒子下葬後決定血債血償，派遣遣薩斯去刺殺高登，使高登再次陷入防不勝防的局面。萊絲莉雖然決定不在乎高登的死活，但後來得知馬利歐確實遭受感染、加上與巴恩斯見面後得知病毒的嚴重性，在良心未泯下跑回去讓法爾康尼終止行刺。因此，在薩斯兩度對高登開槍掃射時，法爾康尼親自前去對薩斯叫停，聲言這不是自己的意思。另一邊，奧斯華準備進行一次直播的記者採訪前，屢次看見自己死去父親伊萊亞出現在自己面前，聽從他的指示而發現自己的副參謀藏著自己父親的遺體，於是在情緒失控下打死他。為此，奧斯華開始陷入焦躁，還不小心在直播時公開侮辱大眾，回去後還發現副參謀的屍體消失無蹤。事實上，這一切都是尼格瑪在背後安排的計謀，屢次出現的伊萊亞只是巴索·卡羅所假扮。瑟琳娜和母親見面後原本無法接受她當初拋棄自己，但在布魯斯的點醒下決定接受，但後來卻發現瑪莉亞正和一位名叫科爾的人糾纏不清。這時，高登與布洛克合作調查一名涉嫌復活死者的停屍間管理員德懷特·波拉德，調查後得知他曾經在印第安山脈工作過，甚至還是轟動一時的精神罪犯傑洛姆·瓦勒斯卡的支持者。當高登和布洛克發現德懷特所帶領的一個邪教團體時，德懷特跑回藏身之處得知自己復甦死者的儀器管用後，決定開始實施復活死去的傑洛姆。                                                                 |    |                                                       |                   |                              |                |           |      |
| 57 | 13 | 發自內心的笑容 Smile Like You Mean It                 | 奧拉德頓·歐森山米 | 史蒂芬·利連 ＆ 布萊恩·溫布蘭 | 2017年1月23日  | T13.19913 | 3.60 |
| 德懷特從存放印第安山實驗室證物的倉庫中偷跑傑洛姆的遺體，但復活技術突然不起作用，最後只能割下傑洛姆的臉、戴在自己的臉上來效仿他。高登來到後將傑洛姆的屍體運回警局後，由於現場無人而懷疑警方內部有人走漏消息。高登故意虛張聲勢使得內奸警員自行暴露，將他抓回去審問時只目睹他同樣效仿著傑洛姆，直到萊絲莉對他注射吐真藥劑，才讓他供出德懷特即將去電視台以傑洛姆的形象做直播。高登立即帶隊前去電視台攻堅，趕在德懷特直播時刻抓獲他與其他邪教狂徒。然而，傑洛姆這時從停屍間清醒，還留有死前的記憶與瘋狂意志，伏擊抓獲萊絲莉後瞭解到自己錯過的事情。傑洛姆換上警察制服揚長而去，來到電視台門口劫走德懷特。另一邊，尼格瑪設局導致黑幫家族黑吃黑，奧斯華的權勢逐漸走向衰落，尼格瑪最後決定上演綁架戲來和他對質。布魯斯決定出錢幫瑪莉亞還清債務，但瑟琳娜卻發現瑪莉亞其實和科爾合夥演戲向布魯斯騙錢，明白母親僅是為錢回來找她後當場斷絕母女關係。瑟琳娜隨後還發現布魯斯質疑過真相卻選擇對她隱瞞，無法理解布魯斯的好意，於是也和他決裂而負氣出走。傑洛姆將德懷特帶到城市發電廠，將臉釘回去後通過直播宣揚自己的回歸，將德懷特身綁炸彈跟整座發電廠一起炸成灰，最後造成整個高譚市大停電。                                                                          |    |                                                       |                   |                              |                |           |      |
| 58 | 14 | 文雅樹敵術 The Gentle Art of Making Enemies           | 路易斯·蕭·米利托  | 賽斯·波士頓                  | 2017年1月30日  | T13.19914 | 3.46 |
| 大停電導致城市被黑暗籠罩，而所有邪教狂徒與部分市民開始走上街頭放肆狂歡，在警察局想辦法維持局面時，萊絲莉告訴高登傑洛姆會回去殺布魯斯。不出所料，傑洛姆帶人襲擊韋恩莊園，並當場摔碎貓頭鷹雕塑，布魯斯為了爭取時間而自願跟傑洛姆一起走。傑洛姆將布魯斯帶到自己所佔領的一個嘉年華會，帶他觀摩各個被改造成死亡陷阱的遊樂設施，最後將布魯斯綁在馬戲團中心，打算通過炮擊方式來處刑。高登與布洛克和阿福會合後前來砸場，布魯斯忍痛解鎖後逃進一個鏡子屋，和追上來的傑洛姆正面交鋒。布魯斯幾拳打掉傑洛姆的臉後，本有機會能永絕後患，但他最後選擇沒有痛下殺手，跑出去和阿福團圓。清晨，傑洛姆被送醫縫臉後送回阿卡漢，警察局成功奪回城市控制權。高登回家後突然發現自己久違的叔叔法蘭克前來拜訪，卻完全不知道他是貓頭鷹法庭的高層幹部，而同時，凱薩琳已經準備好讓完全塑造成布魯斯的克隆人亮相。另一邊，奧斯華被尼格瑪等人耍的團團轉，即便他剛損失一切，他還是寧死堅守自己對尼格瑪的愛。尼格瑪現身後將奧斯華帶到碼頭邊，聲言自己永遠不會原諒他殺害伊莎貝拉。即使在奧斯華的真情懇求下，尼格瑪還是對奧斯華的胸口開一槍，使他沉入河裏並消失在血泊中。 |    |                                                       |                   |                              |                |           |      |
| 英雄崛起（Heroes Rise） |    |                                                       |                   |                              |                |           |      |
| 59 | 15 | 謎語人名從何來 How the Riddler Got His Name           | 提傑·史考特       | 梅根·摩絲汀-布朗             | 2017年4月24日  | T13.19915 | 2.99 |
| 尼格瑪自從槍殺奧斯華後，開始四處尋找能替代奧斯華為他指引的「導師」，焦慮感使奧斯華變成他的精神幻覺，多次現身嘲諷他的行徑。因為選中的六名學界精英相繼失敗，尼格瑪決定發出挑戰書來引誘敵人上鉤。由於高登休假，福克斯相繼破解尼格瑪的各種謎底以及挑戰，之後被一步一步地引向尼格瑪安排的人質危機裏。當福克斯解開尼格瑪的最後難題時，尼格瑪陷入不知所措，福克斯試圖勸說他去自首時，但尼格瑪決定不再被奧斯華牽著走，於是換上一件綠色西裝，用他創造的新身份「謎語人」來迎向未來。但這時，中槍落水的奧斯華在艾薇的營救和照料下，成功撿回一條命。高登和叔叔法蘭克團圓後，法蘭克坦白他和高登父親曾經都是法庭的成員，並交代高登的父親當初就是死在法庭所安排的車禍。高登為此感到震驚時，法蘭克表明自己是要緬懷自己兄弟的犧牲，因此需要高登來一起為法庭服務。另一方面，布魯斯收到瑟琳娜寄的字條而來到街頭赴約時，卻得知她非但沒留字條、甚至完全沒釋懷矛盾，之後還與流氓打完一架。兩袖清風的布魯斯正要回去時，突然發現身後站著久違的克隆人，並發現其面貌、髮型與服侍都和自己完全一樣。克隆人迅速打藥麻醉布魯斯，隨即頂替他的身份回到莊園蒙混過阿福；而布魯斯本尊則被帶往別處，清醒後發現他身在一間能一眼望見雪山的牢房中。                                          |    |                                                       |                   |                              |                |           |      |
| 60 | 16 | 既負面又黑暗的想法 These Delicate and Dark Obsessions | 班·麥肯錫         | 羅伯特·胡爾                  | 2017年5月1日   | T13.19916 | 3.02 |
| 高登和叔叔法蘭克見面後開始對父親之死產生質疑，經過重新調查後得知，當年酒駕撞死他父親的肇事司機實為被人雇兇。高登得知法爾康尼曾經為肇事司機請律師而跑去質問他，最後得知他與法庭曾經是長期的合作夥伴，甚至瞭解到雇兇殺害自己父親的人就是叔叔法蘭克。在證據確鑿下，法蘭克向高登承認自己奉命殺害親兄弟的罪過，但透漏法庭已經一致裁定即將對城市進行毀滅性「淨化」以清除罪惡根源，準備使用的終極武器位於碼頭的一棟倉庫裏。高登拜託如今當起黑幫女王的芭芭拉代替前去倉庫查看時，她發現武器箱子上印著印第安山的符號，最後受到一名手持利劍的刺客攻擊而走為上策。法蘭克得知自己已不被法庭信任，於是決定將扳倒法庭的使命交付給高登後舉槍自盡謝罪，高登決定不讓家人白白犧牲，決定代替叔叔潛伏至組織內部。另一方面，奧斯華康復後叫回自己的忠誠副手蓋博瑞，然而卻被他背叛而險些送命，所幸被艾薇搭救而逃過一劫。奧斯華殺死蓋博瑞後不知所措，艾薇決定帶他去召集“盟友”。同時，被囚禁在未知寺廟的布魯斯，在一位神秘武師沙曼的法術中，走進他腦中關於父母慘死的深層恐懼。沙曼告知高譚需要一名象徵著恐懼的守護者來阻止罪惡滋生，表示自己將會訓練他擺脫自身恐懼，成為一個獨一無二的傳奇。                                                                                    |    |                                                       |                   |                              |                |           |      |
| 61 | 17 | 原始謎語 The Primal Riddle                            | 瑪雅·維亞薇羅     | 史蒂芬·利連 ＆ 布萊恩·溫布蘭 | 2017年5月8日   | T13.19917 | 3.03 |
| 自從被高登叫去調查由法庭看守的碼頭倉庫後，芭芭拉開始對踩在自己頭上的幕後組織感到好奇，而尼格瑪也認為對方是雨果在阿卡漢時背後的大人物，於是跟芭芭拉聯手解開這個謎底。於是，尼格瑪設局綁架剛複職的詹姆斯市長，發現他不知情內幕便以電視直播的方式脅迫法庭自己現身。對此緊張的凱薩琳希望高登能盡其所能阻止他，順便藉此當作忠誠考核，而高登於是串通憎恨著尼格瑪的塔比莎，解救詹姆斯市長後獨自將尼格瑪帶到法庭面前，並因此通過考驗而接替叔叔法蘭克成為法庭新成員。芭芭拉因為錯失暴露並推翻法庭的機會而跑回去大發雷霆，布奇和塔比莎也感覺到她已經被權勢衝昏頭腦。與此同時，奧斯華和艾薇相繼招募遠離城市隱居的急凍人和螢火蟲，答應如幫助他奪回王位就會滿足他們倆的一切需求。另一邊，冒充布魯斯的克隆人感覺到身體因細胞逐漸壞死而時日不長，答應會死前為法庭做完使命，但他因為還是對瑟琳娜富有好感，於是前去找她而希望她能在法庭實施審判前遠離城市。然而，瑟琳娜推斷出他正在頂替真布魯斯後，執意要去通報阿福，導致克隆人在別無選擇下將瑟琳娜推出窗外墜至地面。克隆人認為她已死後直接離去，但不久後，一大群野貓開始圍在躺在地上昏迷的瑟琳娜身邊…註：此集結尾中瑟琳娜被推出窗外墜樓昏迷，身旁被野貓圍繞的段落，致敬1992年電影《蝙蝠俠歸來》中貓女誕生的經典片段。 |    |                                                       |                   |                              |                |           |      |
| 62 | 18 | 導火線 Light the Wick                                 | 馬克·唐德瑞       | 陳子翱                       | 2017年5月15日  | T13.19918 | 2.98 |
| 巴恩斯轉院時遭法庭劫走，凱薩琳命令剛被法庭營救的雨果抽出他體內的病毒，將其武器化藉以靠空氣傳播。萊絲莉驗屍得知法蘭克是他殺，認為這跟高登有關後打算立案作為報復，但布洛克等人由於知情內幕而都不願幫她；萊絲莉便辭職以示抗議，再也受不了她埋怨的高登就此跟她至別。隔天，奧斯華前來詢問高登關於尼格瑪的下落，在高登推脫後給他一支手機來聯絡。高登隨後潛入凱薩琳的住處，偷走一張實驗室門禁卡，走進實驗室後剛好撞見一名病毒測試對象大開殺戒。雨果協助他們制伏該對象、並將病毒的資料和樣本提供給他作為自由條件。凱薩琳將高登邀請至即將進行病毒測試的宴會中，高登無法任由無辜人民受死而暗中聯絡奧斯華前來協助，最後趕在武器開啟前及時將會場疏散。夜晚，法庭派人劫走干涉事情的奧斯華，將他和尼格瑪關在一起而使他們重逢。另一邊，布魯斯在沙曼的訓練及帶領下，成功走出過去的怒氣和陰霾，準備和他一起回去城市完成使命。同時，摔至重度昏迷的瑟琳娜本將被宣告不治，但艾薇對她進行植物療法後成功將她救活，而瑟琳娜醒後第一件事就是決定去韋恩莊園報復克隆人。凱薩琳回家後發現她的實驗室門禁卡被偷走，推斷這是高登所為後看清他是奸細，於是釋出被改造成活人武器的巴恩斯前去殺他。                                                                                      |    |                                                       |                   |                              |                |           |      |
| 63 | 19 | 審判將至 All Will Be Judged                           | 約翰·貝林         | 肯·伍德魯夫                  | 2017年5月22日  | T13.19919 | 2.92 |
| 瑟琳娜沖回韋恩莊園刺殺克隆人時卻被擊倒，克隆人因感覺不到傷痛而讓阿福發現身份，敗露之下只好打昏兩人後逃之夭夭。真布魯斯伴隨沙曼回到城市周邊的法庭據點，沙曼成功引導布魯斯走出因父母之死而自責的心魔，徹底將他洗腦掌控後透漏他準備將法庭一併剷除。高登和布洛克找到另一個貓頭鷹水晶雕塑時，身穿盔甲的巴恩斯突然襲擊抓走高登，準備將他斬首前還是被布洛克等警察趕跑。之後，凱薩琳落網後寧死不招供，但也對高登坦白她背後其實還有大人物。由於瑟琳娜不願幫忙，阿福急切想找到布魯斯而對凱薩琳實施私刑時，巴恩斯扔煙霧彈襲擊警察局。當凱薩琳試圖說服他停止行為、救她出去時，巴恩斯將阻攔的她一視同仁，便一刀將凱薩琳斬首身亡。高登打斷巴恩斯的左手臂將他制伏，但巴恩斯最後還是在移送回阿卡漢時脫逃。布洛克將阿福擁有但摔碎的貓頭鷹雕塑拼湊好後，發現內部的地圖顯示法庭位於城市各處的據點。另一邊，被法庭關在一起的奧斯華和尼格瑪決定暫時達成共識，合作演苦肉計來殺死看守一起逃出去。萊絲莉最近始終噩夢頻發而徹夜不眠，與泰奇見面後領略到一切災難歸根結底都是自己所致，來到警察局偷走雨果提供的泰奇病毒血液樣本，寄希望尋找答案而毫不猶豫地將病毒打入自己身體裡…                                                                                                 |    |                                                       |                   |                              |                |           |      |
| 64 | 20 | 令人憎惡的機器 Pretty Hate Machine                    | 丹尼·卡農         | 史蒂芬·利連 ＆ 布萊恩·溫布蘭 | 2017年5月29日  | T13.19920 | 3.03 |
| 萊絲莉染上病毒後不再記恨高登，同時也增強她對高登的愛，決定讓高登像她一樣放飛自我。她將高登抓走後關入一口棺材中活埋，大搖大擺地走進警察局坦白犯行，用對講機讓另一頭的高登自行選擇留在棺材中等死、或是注射進她留下的一劑病毒逃出生天。布洛克立刻帶隊出去尋找高登，但遭活埋的高登由於已經開始缺氧，別無選擇之下向自己注射病毒，淪為野獸一般後逃出土堆。受尼格瑪和芭芭拉追殺的奧斯華和艾薇相繼失去人手，就連躲藏位置都被瑟琳娜出賣而洩漏，讓尼格瑪等人來到準備解決後患。然而，久違的穆妮突然帶人闖進來，將奧斯華帶走後留下其他人繼續爭論。另一邊，沙曼屠殺法庭所有的成員，作為對他們未經允許殺害韋恩夫婦的懲罰，帶著布魯斯來到韋恩企業大樓實行擴散病毒的計畫，但阿福通過拷問被抓獲的雨果而趕到大樓裏，使布魯斯陷入左右為難的局面。布魯斯雖然選擇忠於沙曼，但對啟動病毒散播裝置的選擇感到猶豫不決，而沙曼強迫他按下按鈕後則被阿福槍殺。沙曼臨死之際告知布魯斯去找他背後的主人「惡魔之首」，而警察趕到後將布魯斯帶走。這時，因病毒而失控的高登沖進裝置地點打算阻止時，逃出警局的萊絲莉卻隨即趕到並任由裝置啟動，使得病毒開始擴散至車站乃至整座高譚市。 |    |                                                       |                   |                              |                |           |      |
| 65 | 21 | 命運呼喚 Destiny Calling                              | 奈森·霍普         | 丹尼·卡農                    | 2017年6月5日   | T13.19921 | 3.17 |
| 病毒在全市瘋狂肆虐，數千人受感染，高登想辦法暫時克制住體內的病毒症狀，與布洛克前去抓捕準備逃離城市的雨果。但穆妮還是捷足先登地將雨果帶走，計畫靠他來研發病毒解藥，最後以趁火打劫的形式一舉奪權。布魯斯被逮捕後保持著沉默，不管阿福如何勸阻，布魯斯還是堅持服從沙曼教導的命運。這時，警察局內部有人感染病毒後失控，迫使阿福出去幫忙解決，布魯斯解開手銬後逃跑。奧斯華對雨果實施刑供後，與穆妮跟著他來到一間實驗室獲取解藥，但這時一群黑衣忍者突然現身打算搶走解藥。高登和布洛克前來干涉時，高登在揮刀失控下無意間刺中穆妮，並使解藥掉地上摔碎無用，而穆妮臨終之際囑咐奧斯華要替她完成在城市稱王的使命。在鬥爭中，忍者全部陣亡，警察逮捕奧斯華和雨果，但雨果答應會幫他們製作其他解藥。由於雨果需要愛麗絲·泰奇之血親—傑維斯·泰奇的血液作為解藥藍本，警察只好將他移送出阿卡漢，但芭芭拉和尼格瑪卻也打算趁火打劫，半路上劫走泰奇所為勒索城市的籌碼。另一邊，布魯斯來到沙曼死前告知的地點，走到地下室被一群黑衣忍者接待，最後在一潭池水前會見沙曼的幕後首領，得知他名叫「忍者大師」（Ra's al Ghul）。受忍者大師的誘惑之下，布魯斯拿起劍刺穿一路跟來的阿福的胸膛… |    |                                                       |                   |                              |                |           |      |
| 66 | 22 | 罪孽深重 Heavydirtysoul                               | 羅布·貝利         | 羅伯特·胡爾                  | 2017年6月5日   | T13.19922 | 3.03 |
| 布魯斯重傷阿福後霎那間找回自我，忍者大師振奮布魯斯之舉動「應驗」預言，認定布魯斯就是繼承者，離開前讓布魯斯用面前的再生池讓阿福癒合傷勢。芭芭拉三人靠泰奇對城市進行勒索，高登暗中跟尼格瑪用奧斯華來交換泰奇，但因芭芭拉跟過來打算搶回泰奇，高登只能將泰奇放血得到所需計量帶回去做解藥。隨著病毒徹底黑化高登的內心，高登受萊絲莉誘惑而準備陪她搭火車一走了之，但布洛克搶先帶來完成的解藥，使高登覺醒後讓他一併治好萊絲莉。布奇受不了芭芭拉的貪心而準備殺他，卻搶先被芭芭拉識破計謀而被槍擊頭部。塔比莎因此和芭芭拉決裂，和她對打時用水和燈使她電擊致死。尼格瑪因過度自信而走進奧斯華的陷阱，無路可逃之下受急凍人凍成冰雕，而奧斯華決定將處於冰凍的尼格瑪，放進他即將開辦的冰山俱樂部當展示品及警醒。病毒危機結束後，萊絲莉理解高登長久的苦衷而不告而別，孤身的塔比莎收下瑟琳娜做徒弟，將自己的皮鞭交給她。處於腦死狀態的布奇被發現後送醫，醫生們發現他的本名實為賽洛斯·哥德。阿福送醫康復後諒解布魯斯的行為，同樣告誡他要尋找他自己的道路。接受指點的布魯斯決定將他所受的訓練和守則融為一體，於是當一名在城市街道中飛簷走壁、懲奸鬥惡的「黑暗私刑者」。                                                                                                 |    |                                                       |                   |                              |                |           |      |

## 收視
| 總集數       | 集數 | 標題                   | 播出日期       | 收視／份額 （18–49歲） | 收視 （百萬） | DVR （18–49歲） | DVR收視 （百萬） | 加總 （18–49歲） | 總收視 （百萬） |
| ------------ | ---- | ---------------------- | -------------- | ---------------------- | ------------- | --------------- | ---------------- | ---------------- | --------------- |
| 瘋狂都市（） |      |                        |                |                        |               |                 |                  |                  |                 |
| 45           | 1    | 寧可在地獄為王…（Better to Reign in Hell...）    | 2016年9月19日  | 1.3/4                  | 3.90          | 0.9             | 2.24             | 2.2              | 6.14            |
| 46           | 2    | 燒死女巫（Burn the Witch）           | 2016年9月26日  | 1.2/4                  | 3.54          | 1.0             | 2.39             | 2.2              | 5.93            |
| 47           | 3    | 凝視我的雙眼（Look Into My Eyes）       | 2016年10月3日  | 1.0/3                  | 3.19          | 0.8             | 2.05             | 1.8              | 5.24            |
| 48           | 4    | 告別昨日（New Day Rising）           | 2016年10月10日 | 1.1/3                  | 3.42          | TBD             | 1.83             | TBD              | 5.24            |
| 49           | 5    | 心甘情願（Anything for You）           | 2016年10月17日 | 1.2/4                  | 3.32          | 0.7             | 1.88             | 1.9              | 5.21            |
| 50           | 6    | 跟著小白兔（Follow the White Rabbit）         | 2016年10月24日 | 1.1/4                  | 3.48          | 0.7             | TBD              | 1.8              | TBD             |
| 51           | 7    | 紅心皇后（Red Queen）           | 2016年10月31日 | 1.0/3                  | 3.16          | 0.8             | 2.06             | 1.8              | 5.22            |
| 52           | 8    | 血怒之灾（Blood Rush）           | 2016年11月7日  | 1.2/4                  | 3.52          | 0.8             | 1.95             | 2.0              | 5.47            |
| 53           | 9    | 劊子手（The Executioner）             | 2016年11月14日 | 1.2/4                  | 3.63          | 0.7             | 1.82             | 1.9              | 5.45            |
| 54           | 10   | 定時炸彈（Time Bomb）           | 2016年11月21日 | 1.1/4                  | 3.44          | 0.9             | 2.06             | 2.0              | 5.50            |
| 55           | 11   | 小心綠眼怪物（Beware the Green-Eyed Monster）       | 2016年11月28日 | 1.0/3                  | 3.37          | 0.7             | 1.70             | 1.7              | 5.08            |
| 56           | 12   | 陰魂不散（Ghosts）           | 2017年1月16日  | 1.2/4                  | 3.69          | 0.7             | 1.63             | 1.9              | 5.32            |
| 57           | 13   | 發自內心的笑容（Smile Like You Mean It）     | 2017年1月23日  | 1.2/4                  | 3.60          | 0.6             | TBD              | 1.8              | TBD             |
| 58           | 14   | 文雅樹敵術（The Gentle Art of Making Enemies）         | 2017年1月30日  | 1.1/4                  | 3.46          | 0.7             | 1.63             | 1.8              | 5.10            |
| 英雄崛起（） |      |                        |                |                        |               |                 |                  |                  |                 |
| 59           | 15   | 謎語人名從何來（How the Riddler Got His Name）     | 2017年4月24日  | 1.0/4                  | 2.99          | TBD             | TBD              | TBD              | TBD             |
| 60           | 16   | 既負面又黑暗的想法（These Delicate and Dark Obsessions） | 2017年5月1日   | 1.0/4                  | 3.02          | 0.6             | TBD              | 1.6              | TBD             |
| 61           | 17   | 原始謎語（The Primal Riddle）           | 2017年5月8日   | 1.0/4                  | 3.03          | 0.6             | TBD              | 1.6              | TBD             |
| 62           | 18   | 導火線（Light the Wick）             | 2017年5月15日  | 0.9/3                  | 2.98          | 0.7             | 1.59             | 1.6              | 4.57            |
| 63           | 19   | 審判將至（All Will Be Judged）           | 2017年5月22日  | 1.0/4                  | 2.93          | 0.6             | 1.66             | 1.6              | 4.59            |
| 64           | 20   | 令人憎惡的機器（Pretty Hate Machine）     | 2017年5月29日  | 1.0/4                  | 3.03          | 0.7             | 1.72             | 1.7              | 4.75            |
| 65           | 21   | 命運呼喚（Destiny Calling）           | 2017年6月5日   | 1.0/4                  | 3.17          | 0.7             | 1.67             | 1.7              | 4.85            |
| 66           | 22   | 罪孽深重（Heavydirtysoul）           | 2017年6月5日   | 0.9/4                  | 3.03          | 0.8             | 1.75             | 1.7              | 4.78            |

### 評價
在爛番茄網站上，《高譚》第三季獲得86%平均指數的評分，根據159篇評論。

## 備註
1. ↑  角色僅於第三季首播集裏，仍然由前兩季的克萊兒·福利飾演，直到第二集時才由瑪姬·吉哈接替。

## 外部連結
- 官方网站（英文）
- 《高譚》各集列表 来自互联网电影数据库（英文）